# Czarodziej Kazaam
Czarodziej Kazaam (ang. Kazaam) – amerykańska komedia fantasy z 1996 roku w reżyserii Paula Michaela Glasera.
Film został bardzo negatywnie oceniony przez krytyków; serwis Rotten Tomatoes przyznał mu wynik 6%.

## Opis fabuły
Dwunastoletni Max (Francis Capra) trafia do opuszczonego budynku, gdzie uwalnia uśpionego przez setki lat dżina o imieniu Kazaam (Shaquille O’Neal). Wdzięczny duch obiecuje spełnić trzy życzenia Maksa. Największym marzeniem chłopca jest odnalezienie ojca. Kazaam mu w tym pomaga.

## Obsada
- Shaquille O’Neal jako Neal Friedman / Kazaam
- Francis Capra jako Maxwell "Max" Connor
- Ally Walker jako Alice Connor
- James Acheson jako Nick Matteo
- John Costelloe jako Travis
- Marshall Manesh jako Malik
- Efren Ramirez jako Carlos
- Da Brat jako on sam